# 紅線 (遊戲)
《紅線》是日本遊戲公司SUCCESS於2004年10月21日發售的於PlayStation 2 （PS2）平台運行的15禁和風冒險遊戲，2005年10月27日推出SuperLite2000的廉價版本。通常被認為是百合Galgame（美少女戀愛遊戲）。
本作为SUCCESS公司为数不多的纯AVG游戏之一，同时也是作为主营家用机游戏的SUCCESS公司未被官方或国外代理商PC化的游戏之一。是一部以独特的世界观、生动丰满的人物、跌宕起伏的故事和别出心裁的系统为特色的极其优秀的作品。
本作所有的画面均采用了逐帧保存，使得画面动感十足，人物表情丰富呼之欲出，战斗情景激烈刺激，背景特效逼真华丽。配合出色的角色立绘，豪华的声优阵容，激昂动听的背景音乐，跌宕感人的剧情故事和多样化的选择支及结局，HAl的原画和麓川智之的剧本完美结合，浓厚的和风气息更是能在细细的品茗中越品越香，以上这些，都给玩家带去了足以区别于常规AVG的独特游玩享受。

## 特征
经由PS2平台，得以实现更加出色的画面效果。所有的画面均采用了逐帧保存，人物表情丰富，战斗情景激烈刺激，背景特效逼真华丽，同时CG众多，且每一张的质量都堪称上乘，与剧情完美衔接，在带来视觉大餐的同时也使玩家在游戏的过程中，身临其境，内心被剧情深深地感染。
本作区别于一般Galgame以男性为视点展开的模式，故事中的由玩家扮演的己方视点为16岁的女孩——羽藤桂。同时全作中的可攻略角色也均为女性。尽管在模式上偏向于百合风，然而《红线》的故事中，恋爱的成分实际上少之又少，在部分线路中甚至毫无表现。本作的主旨在于“亲情”，着力渲染“家族”，以及“友情”。正如标题“红线”一样，贯穿本作故事始终的是“羁绊”，对人物的塑造也是围绕着这一点展开，而非“恋爱”。再加上15禁的定位本身就意味着没有H剧情，因此作为Galgame来说，《红线》可以分到纯剧情作的类别中去。
全作洋溢着浓浓的和风，古典日本文化非常浓郁。从女主角羽藤桂开始，游戏中所有的角色均区别于现代人，洋溢着古典的气息。和服的演出形式，古色古香的背景环境，古韵十足的文字对白，以及故事的整体框架都将玩家领进了一个开化前的旧日本时代。
由此带来了大量的古式词汇，以及对现代人来说较为陌生的古典文化。全作中大量地使用了极其生僻的单词，也大量出现即便对日本人来说，也大多不了解的古时候的旧事，落语和民间传说。为解决这一点给玩家带来的理解困难，游戏中特地设置了“用语辞典”这个项目，将生僻的词汇和不是常识性的知识点进行了汇总和详细解释。用语辞典和剧情同步更新，并且自动将新出现的单词置顶，极大地方便了玩家对这样一部古韵十足的作品的理解。
本作最大的特征就是大量的选择支组合下带来的地毯式结局。全作一共5位可攻略角色，但却有32个结局。其中11个一般结局，16个鲜血结局（BadEnd），5个完美结局。每位角色只有1个完美结局，且此结局极难达成，大多还都需要建立在一般结局或鲜血结局的基础上才能达成。复杂的分支结构足以令玩家在无限的轮回中，于深邃的黑暗之地中彷徨，唯有在通过自己坚持不懈的努力后，细心地通过蛛丝马迹的线索才能找到光明。虽然对大部分玩家来说都将是挑战，但历经艰难后取得收获的甘甜也将是最为甜蜜的。同时，本作中即使是一般结局和鲜血结局，也大多非常优秀，部分一般结局和鲜血结局，甚至在纯剧情的角度远远胜过了完美结局。
本作中还有5个剧情锁。没有打开剧情锁，无法观看被锁住的剧情。而这些剧情全部是和通往角色的完美结局，以及开启新的可攻略角色息息相关的。剧情锁只有在满足了一定条件后，才会在某些结局的末尾处解开，而在此之前，玩家并不知道何处必须要以怎样的方式解开某个剧情锁。

## 基本信息
以现代为背景，围绕着“贡品之血”的持有者，女主角羽藤桂展开的人妖跨越千年的羁绊及恩怨之故事。
全作以“羁绊”为中轴，看似毫无关联的各角色互为联系，随着剧情的深入，谜团的解开最终连成一体。全作的主旨为讴歌亲情和羁绊的美好，并警醒人们珍惜自己身边的重要之人。
故事以女主角羽藤桂前往已故的父亲的家乡经观冢展开，因为那是个人迹罕至的闭塞之地，因此从故事的一开始，古韵十足的氛围就笼罩而起。经由在经观冢的见闻，遭遇，羽藤桂渐渐明白了自己的真正身份，想起了自己失去的记忆，并在得到新的“重要之人”的同时，找回自己失去的“重要之人”。
全作剧情丰富，分支众多，几乎每一个选项都有其的意义所在，需要玩家细心思考。不同的选项组合会将剧情通往32个不同结局，或喜或悲，或抵达真相或半途而废，全在玩家的选择之中。
经由剧情锁，全作的剧情整体上是层层深入的，情节由平静不断变得跌宕，感情由普通逐渐变得激昂，主旨也是步步升华。在给玩家带去强烈的代入感的同时，也足以使玩家在身临其境中悲伤地流泪或喜极而泣。

## 故事开端
主人公羽藤桂自幼丧父，由母亲一人抚养长大。善良乖巧，懂事温柔。然而这样的她，却在这个夏天也失去了母亲。为了继承遗产，桂孤身一人前往远离都市的父亲的老家经观冢。就这样，在那个人迹罕至的闭塞之地，经由红线的引导，她经历了传奇般的相遇，梦幻般的遭遇。随着跨越千年的羁绊再度连结，命运的齿轮再度转动，她的真正身份也逐步被揭开，而她的遗忘之物，重要之人，也再度从被关闭的记忆中出现……
『重要的人，已经不在了』

## 登場人物
羽藤桂（聲：松來未祐）
本作的主人公。16岁少女。贡品之血的继承者。
自幼在火灾中丧父，失去了记忆，此后在母亲一人的抚养下长大。
善良温柔，懂事体贴，柔弱细腻，小鸟依人。全身都洋溢着纯粹的女孩子气息。
说话低声细语，态度和善腼腆，行为庄重有礼，在自律的同时也绝不伤害别人。
尽管以“有备无患”做座右铭，却也经常冒冒失失，还有点天然呆。
喜欢落语，时代剧等古韵十足的东西。和食党，认为日本人就应该吃米饭，喝味噌汤。
身高157公分。
千羽烏月（聲：渡邊明乃）
桂来到经观冢后第一个遇见的人。
鬼切部千羽党的鬼切者，千羽妙见流的达人。
容姿端丽，眉目秀丽，黑发黑服，步伐矫健，手提太刀，气度非凡。
总是独来独往，身边洋溢着常人难以接近的氛围。
使命感很强，自称可以为了使命不顾一切，所以起初刻意疏远桂。
然而在被桂的真诚打动后，宛如桂的守护神一样时刻保护着她。
身高170公分。
若杉葛（聲：釘宮理惠）
桂在来到经观冢后，在父亲的老家——羽大人的宅邸里遇到的少女。
小学生模样的她，活泼可爱，聪明伶俐，董事能干。
同时透露着凌驾于成年人之上的能力，知识，甚至是气场。
天文地理，古今中外之事无所不通，被桂称为万事通。
带着一只名叫“尾花”的白色小狐狸，小葛非常珍视这个陪伴自己旅行的伙伴。
在受到桂真诚的挽留后，开始了和桂一起在羽大人宅邸里的生活。
身高134公分。
梦（聲：皆口裕子）
在桂来到经观冢后，突然出现在桂的梦境中的谜之少女。
总是伴随着月光蝶出现，身着苍青色的带着蝴蝶纹案的和服。
温柔体贴，文静端庄，慈祥和蔼，非常富有母性的大和抚子。
宛如母亲一样对桂施以无微不至地呵护，且不惜以牺牲自己为代价保护桂。
总是迁就桂的任性，尽可能地满足桂的愿望，同时不让桂发觉自己的痛苦。
似乎封印着某个可怕的鬼神，在经观冢被称为“柱大人”。
身高160公分。
淺間佐久夜（聲：真田アサミ）
现地采访记者兼摄影师，桂母亲的挚友，桂的老熟人。
尽管态度轻浮，还喜欢调侃桂，却在关键时刻宛如大姐姐一般对桂呵护有加。
身材高挑，凹凸有致，拥有完全不像是日本人的容貌。
阅历丰富，坚实能干，尽管看起来浮躁，其实是个在各种方面都很可靠的人。
现代风的外表下却是一颗很有传统底蕴的心，说话风格和口癖带有古典气息。
桂的母亲去世后，代替不可靠的桂，全程负责了后事，并且主动照顾起了桂。
身高175公分。
望·御影（聲：小林惠美）
盯上桂的贡品之血的双子之鬼。宛如镜中对称般的存在。
素发素服，神出鬼没。血红的瞳孔具有使目标无法运动的邪视之《力》。
姐姐望活泼好动，强气威严，小恶魔的癖性使她喜欢做捉弄桂的事。
妹妹御影性格温顺，寡言少语，却机智聪慧，善审时局。
依存于名为“良月”的古镜，将吸取人血获得的《力量》输送于良月储存。
因为和桂有很深的渊源，所以在桂来到经观冢后，立刻就盯上了她的贡品之血。
身高皆為142公分。
京（聲：石井一貴）
桂在柱大人的神木前遇到的，与自己同名的男孩。
面容俊秀，温和善良，文质彬彬，率直坦然。
身手不凡，可以徒手对抗总是提刀追杀她的乌月。
拥有鬼切者的技能，掌握千羽妙见流的秘技和奥义，并且实力在乌月之上。
似乎曾经是杀戮了许多无辜人类的鬼，乌月的兄长似乎也是因他而死。
谜一样的人物。对自己有着超出寻常的赎罪意识，却对桂有着超出寻常的关心。
神主（聲：室园丈裕）
有着蛇神，雷神，不从之鬼神，灾厄之鬼神等多种不吉称号的始源之神之一。
和观月之民同为山神之祖，本体是日本神话中的星神·天津雍星。
千年前曾企图夺取羽藤家始祖辉夜姬的贡品之血然后统治世界。
最终被以役行者为首，观月之民众长老的联军打败并封印。
所持的《力》和灵魂太过庞大，以至于不得不采用槐树封印，并且加入人柱维持。
每年槐花开放之时，它的魂魄会通过槐花一点一点地被归还于虚空。
羽藤真弓（聲：古原奈奈）
桂的母親，於故事1個月前過世。
奈良陽子（聲：能登麻美子）
桂的好友No.1，容易因擔心而緊張，在遊戲中時常來電關心桂。
東鄉凜（聲：沢城みゆき）
桂的好友No.2，在遊戲中只出現名字，實際出現則是在CD廣播劇「京洛降魔」中。

## 主要製作人員
- 人物設計、原畫：Hal
- 劇本：麓川智之
- 音樂：MANYO（Little Wing）
- 背景：J.C.STAFF

## 主題歌
- 開頭歌曲
- 演唱：霜月遙、riya
- 作詞：麓川智之
- 作曲：MANYO（Little Wing）
- 編曲：MANYO（Little Wing）
- 結尾歌曲
- 演唱：霜月遙、riya
- 作詞：麓川智之
- 作曲：MANYO（Little Wing）
- 編曲：MANYO（Little Wing）

## 外部連結
- （日語）遊戲官方網站 （页面存档备份，存于）
- （日語）SUCCESS官方網站